# Pfarrkirche Olbendorf

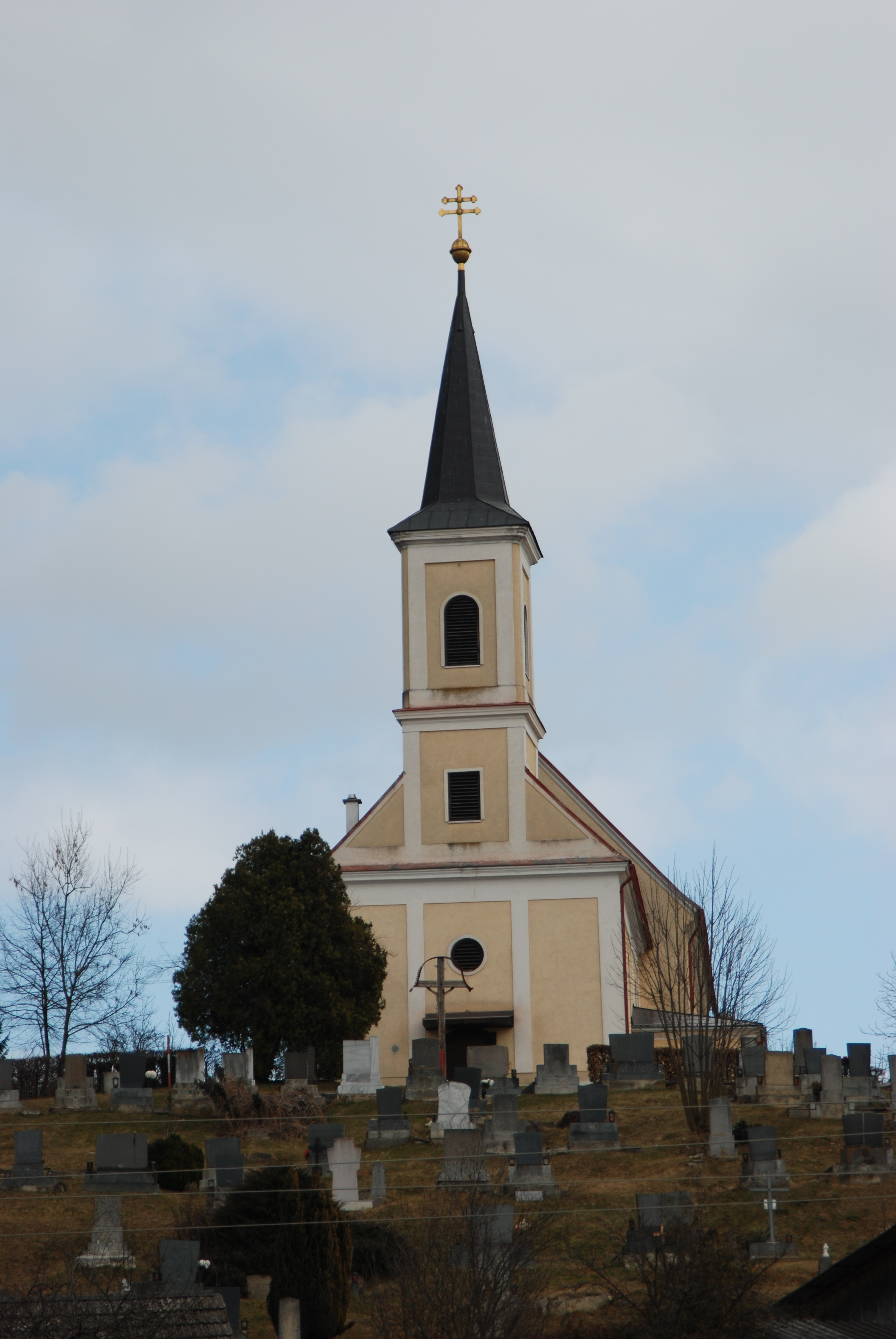
Pfarrkirche Olbendorf

Die römisch-katholische Pfarrkirche Olbendorf steht auf einem Hügel über der Gemeinde Olbendorf (ungarisch: Óbér; kroatisch: Lovrenac) im Bezirk Güssing im Burgenland. Sie ist dem heiligen Laurentius gewidmet und gehört zum Seelsorgeraum Maria Helferin/Oberes Stremtal im Dekanat Güssing in der Diözese Eisenstadt. Das Gebäude steht unter Denkmalschutz.

## Geschichte
Die Kirche wurde vor 1767 als einfache Saalkirche erbaut. 1788 wurde sie zur Pfarrkirche erhoben.

## Architektur und Ausstattung

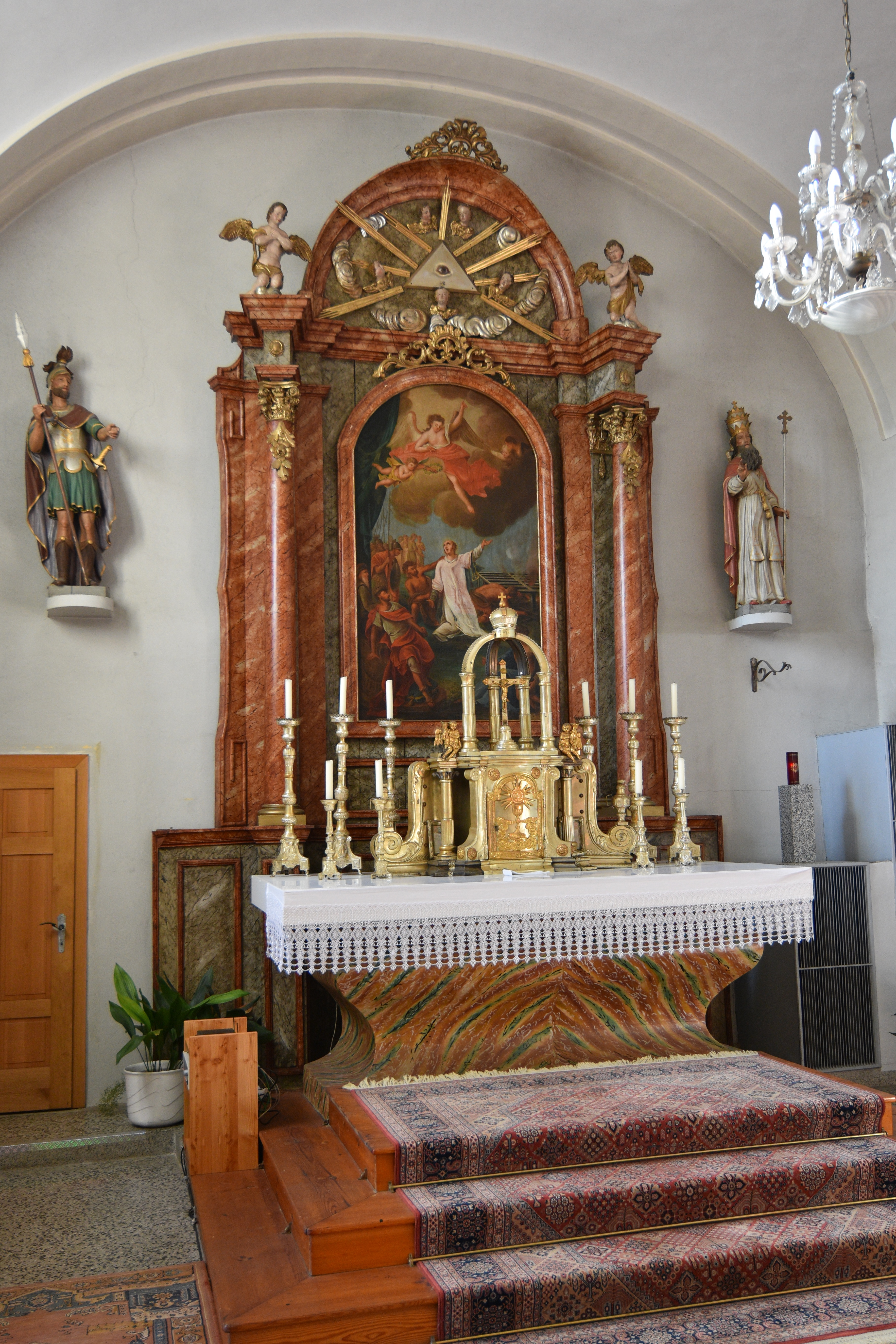
Der Hochaltar der Kirche

Die Kirche ist ein Saalbau mit einer vor den flachen Chor gesetzter Westturmfassade. An der Ostseite hat das Gotteshaus eine einfache Giebelfassade.
Der Kirchenraum ist einschiffig und dreijochig. Zwischen den Gurtbögen, die auf vorspringenden Pilastern ruhen, ist Platzlgewölbe. Die Ostempore ist dreiachsig, ruht auf zwei Pfeilern und ist von Platzlgewölbe unterwölbt. 1910 wurde die Kirche mit Hilfe von zwei Stützen aus Gusseisen erweitert.
Der gedrückte Triumphbogen trennt den Chor vom restlichen Kirchenschiff. Der zweijochige Chor ist etwas eingezogen und mit Platzlgewölbe ausgestattet.
Der Hochaltar entstand um 1770. Das Altarbild zeigt das Martyrium des hl. Laurentius. Die Seitenaltäre entstanden in der zweiten Hälfte des 18. Jahrhunderts und sind als Nischenaltäre mit Aufsatz gleich aufgebaut. Die Nischenfigur des linken Seitenaltares zeigt das Herz Jesu aus dem 19. Jahrhundert. Die barocken Seitenfiguren zeigen den heiligen Wendelin und den heiligen Florian. In der Nische des rechten Seitenaltars befindet sich eine barocke Pietà. Die seitlichen Figuren stellen den hl. Joachim und die hl. Anna dar.
Die Kanzel entstand um 1770, die beiden Holzfiguren des heiligen Donatus und des heiligen Urban an der Apsiswand entstanden zeitgleich.
Am Triumphbogenpfeiler steht eine Säule mit Gnadenstuhl aus der ersten Hälfte des 18. Jahrhunderts.
Unter der Empore befinden sich zwei Bilder aus dem 18. bzw. 19. Jahrhundert. Eines zeigt den hl. Leonhard und eines die hl. Maria mit Kind. Die Orgel aus 1880 mit 9 Registern wurde von Carl Billich in Graz gebaut.